# Deutsches Turnfest 1998
Das 30. Deutsche Turnfest fand vom 31. Mai bis zum 7. Juni 1998 in München statt. Unter dem Motto „Deutsches Turnfest – Wir sind dabei!“ nahmen ca. 100.000 Sportler an der Veranstaltung teil. Der damalige Bundeskanzler Helmut Kohl eröffnete das Turnfest, das im gesamten Olympiapark stattfand. Der Bayerische Rundfunk veröffentlichte erstmals Informationen im Internet und die BR-Gala wurde im ARD-Programm übertragen.